# متسكعي المول
متسكعي المول أو مالراتس (بالإنجليزية: Mallrats)‏ هو فيلم كوميديا رفقاء أمريكي من كتابة وإخراج كيفن سميث، ومن بطولة جايسون لي، وجيريمي لندن، وشانين دوهيرتي، وكلير فورلاني، وبن أفليك، وجاسون ميويس، وجوي لورين آدمز، ومايكل روكر، وسميث الذي لعب دور بوب الصامت. تم إصدار الفيلم في عام 1995.

## وصلات خارجية
- متسكعي المول على موقع IMDb (الإنجليزية)
- متسكعي المول على موقع ميتاكريتيك (الإنجليزية)
- متسكعي المول على موقع روتن توميتوز (الإنجليزية)
- متسكعي المول على موقع نتفليكس (الإنجليزية)
- متسكعي المول على موقع قاعدة بيانات الأفلام العربية
- متسكعي المول على موقع ألو سيني (الفرنسية)
- متسكعي المول على موقع Turner Classic Movies (الإنجليزية)
- متسكعي المول على موقع أول موفي (الإنجليزية)
- متسكعي المول على موقع بوكس أوفيس موجو (الإنجليزية)
- متسكعي المول على موقع فيلمافينيتي (الإسبانية)